# Bulgarische Badmintonmeisterschaft
Bulgarische Meisterschaften im Badminton werden seit 1985 ausgetragen. Im selben Jahr starteten auch die Juniorenmeisterschaften, die Mannschaftsmeisterschaften und die internationalen Titelkämpfe.

## Die Titelträger
| Saison | Herreneinzel        | Dameneinzel          | Herrendoppel                        | Damendoppel                           | Mixed                                 |
| ------ | ------------------- | -------------------- | ----------------------------------- | ------------------------------------- | ------------------------------------- |
| 1985   | Jeliazko Valkov     | Diana Koleva         | Ilko Orechov Nanko Ertchopov        | Diana Koleva Zlatka Valkanova         | Jeliazko Valkov Dobrinka Peneva       |
| 1986   | Jeliazko Valkov     | Diana Koleva         | Jeliazko Valkov Dinko Dukov         | Diana Koleva Petia Borisova           | Ilko Okreshkov Elena Velinova         |
| 1987   | Stanimir Boitchinov | Diana Koleva         | Jeliazko Valkov Dinko Dukov         | Diana Koleva                          | Jeliazko Valkov Gabriela Spasova      |
| 1988   | Jeliazko Valkov     | Diana Koleva         | Jeliazko Valkov Dinko Dukov         | Diana Koleva Emilia Dimitrova         | Jeliazko Valkov Irina Dimitrova       |
| 1989   | Stanimir Boitchinov | Diana Koleva         | Jeliazko Valkov Dinko Dukov         | Diana Koleva Emilia Dimitrova         | Jeliazko Valkov Diana Koleva          |
| 1990   | Stojan Ivantchev    | Diana Koleva         | Slantchezar Tzankov Anatoli Skripko | Diana Koleva Emilia Dimitrova         | Anatoli Skripko Diana Koleva          |
| 1991   | Stojan Ivantchev    | Victoria Wright      | Stojan Ivantchev Anatoli Skripko    | Diana Koleva Emilia Dimitrova         | Jeliazko Valkov Emilia Dimitrova      |
| 1992   | Yasen Borisov       | Diana Koleva         | Jeliazko Valkov Sibin Atanasov      | Diana Koleva                          | Slantchezar Tzankov Diana Koleva      |
| 1993   | Theodoros Velkos    | Dimitrinka Dimitrova | Boris Kessov Anatoli Skripko        | Victoria Wright Neli Boteva           | Svetoslav Stoyanov Emilia Dimitrova   |
| 1994   | Mihail Popov        | Victoria Wright      | Svetoslav Stoyanov Mihail Popov     | Raina Tzvetkova Emilia Dimitrova      | Svetoslav Stoyanov Raina Tzvetkova    |
| 1995   | Theodoros Velkos    | Neli Boteva          | Svetoslav Stoyanov Mihail Popov     | Raina Tzvetkova Victoria Wright       | Svetoslav Stoyanov Raina Tzvetkova    |
| 1996   | Mihail Popov        | Victoria Wright      | Svetoslav Stoyanov Mihail Popov     | Victoria Wright Neli Boteva           | Svetoslav Stoyanov Raina Tzvetkova    |
| 1997   | Boris Kessov        | Raina Tzvetkova      | Svetoslav Stoyanov Mihail Popov     | Victoria Wright Dobrinka Smilianowa   | Svetoslav Stoyanov Raina Tzvetkova    |
| 1998   | Mihail Popov        | Victoria Wright      | Svetoslav Stoyanov Mihail Popov     | Victoria Wright Raina Tzvetkova       | Svetoslav Stoyanov Raina Tzvetkova    |
| 1999   | Boris Kessov        | Neli Boteva          | Boris Kessov Tzvetozar Kolev        | Raina Tzvetkova Petya Nedelcheva      | Konstantin Dobrev Petya Nedelcheva    |
| 2000   | Ljuben Panow        | Petya Nedelcheva     | Konstantin Dobrev Ljuben Panow      | Petya Nedelcheva Neli Boteva          | Konstantin Dobrev Petya Nedelcheva    |
| 2001   | Konstantin Dobrev   | Petya Nedelcheva     | Konstantin Dobrev Ljuben Panow      | Petya Nedelcheva Maya Ivanova         | Konstantin Dobrev Petya Nedelcheva    |
| 2002   | Boris Kessov        | Petya Nedelcheva     | Konstantin Dobrev Georgi Petrov     | Petya Nedelcheva Neli Boteva          | Boris Kessov Neli Boteva              |
| 2003   | Georgi Petrov       | Neli Boteva          | Yulian Hristov Boris Kessov         | Petya Nedelcheva Diana Koleva         | Yulian Hristov Diana Dimova           |
| 2004   | Yulian Hristov      | Petya Nedelcheva     | Stilijan Makarski Vladimir Metodiev | Petya Nedelcheva Neli Boteva          | Vladimir Metodiev Petya Nedelcheva    |
| 2005   | Konstantin Dobrev   | Petya Nedelcheva     | Konstantin Dobrev Georgi Petrov     | Petya Nedelcheva Maya Ivanova         | Vladimir Metodiev Petya Nedelcheva    |
| 2006   | Georgi Petrov       | Petya Nedelcheva     | Georgi Petrov Blagovest Kisyov      | Petya Nedelcheva Diana Dimova         | Vladimir Metodiev Petya Nedelcheva    |
| 2007   | Georgi Petrov       | Petya Nedelcheva     | Vladimir Metodiev Stilijan Makarski | Petya Nedelcheva Diana Dimova         | Vladimir Metodiev Diana Dimova        |
| 2008   | Stilijan Makarski   | Petya Nedelcheva     | Vladimir Metodiev Krasimir Jankov   | Petya Nedelcheva Diana Dimova         | Stilijan Makarski Diana Dimova        |
| 2009   | Krasimir Jankov     | Petya Nedelcheva     | Vladimir Metodiev Krasimir Jankov   | Petya Nedelcheva Dimitria Popstoikova | Stilijan Makarski Diana Dimova        |
| 2010   | Stilijan Makarski   | Petya Nedelcheva     | Stilijan Makarski Peyo Boichinov    | Petya Nedelcheva Diana Dimova         | Stilijan Makarski Diana Dimova        |
| 2011   | Peyo Boichinov      | Petya Nedelcheva     | Stilijan Makarski Peyo Boichinov    | Petya Nedelcheva Diana Dimova         | Stilijan Makarski Diana Dimova        |
| 2012   | Krasimir Jankov     | Dimitria Popstoikova | Konstantin Dobrev Blagovest Kisyov  | Petya Nedelcheva Diana Dimova         | Stilijan Makarski Diana Dimova        |
| 2013   | Ivan Rusev          | Petya Nedelcheva     | Vladimir Metodiev Yulian Hristov    | Mila Ivanova Mariya Mitsova           | Ivan Rusev Petya Nedelcheva           |
| 2014   | Vladimir Shishkov   | Stefani Stoeva       | Konstantin Dobrev Ivan Rusev        | Stefani Stoeva Gabriela Stoeva        | Ivan Rusev Petya Nedelcheva           |
| 2015   | Ivan Rusev          | Linda Zechiri        | Konstantin Dobrev Dimitar Delchev   | Stefani Stoeva Gabriela Stoeva        | Philip Shishov Dimitria Popstoikova   |
| 2016   | Daniel Nikolov      | Petya Nedelcheva     | Alex Vlaar Philip Shishov           | Mariya Mitsova Petya Nedelcheva       | Alex Vlaar Petya Nedelcheva           |
| 2017   | Daniel Nikolov      | Linda Zechiri        | Alex Vlaar Philip Shishov           | Stefani Stoeva Gabriela Stoeva        | Philip Shishov Stefani Stoeva         |
| 2018   | Daniel Nikolov      | Stefani Stoeva       | Ivan Rusev Dimitar Yanakiev         | Stefani Stoeva Gabriela Stoeva        | Alex Vlaar Mariya Mitsova             |
| 2019   | Ivan Rusev          | Mariya Mitsova       | Ivan Panev Peyo Boichinov           | Stefani Stoeva Gabriela Stoeva        | Ivan Rusev Mariya Mitsova             |
| 2020   | Daniel Nikolov      | Stefani Stoeva       | Alex Vlaar Peyo Boichinov           | Stefani Stoeva Gabriela Stoeva        | Alex Vlaar Mariya Mitsova             |
| 2021   | Daniel Nikolov      | Stefani Stoeva       | Daniel Nikolov Dimitar Yanakiev     | Stefani Stoeva Gabriela Stoeva        | Stilijan Makarski Diana Makarska      |
| 2022   | Daniel Nikolov      | Stefani Stoeva       | Daniel Nikolov Peyo Boichinov       | Gabriela Stoeva Stefani Stoeva        | Daniel Nikolov Gabriela Stoeva        |
| 2023   | Daniel Nikolov      | Stefani Stoeva       | Daniel Nikolov Peyo Boichinov       | Gabriela Stoeva Stefani Stoeva        | Daniel Nikolov Stefani Stoeva         |
| 2024   | Dimitar Yanakiev    | Stefani Stoeva       | Stilijan Makarski Ivan Rusev        | Gabriela Stoeva Stefani Stoeva        | Stilijan Makarski Diana Makarska      |
| 2025   | Dimitar Yanakiev    | Kaloyana Nalbantova  | Daniel Nikolov Dimitar Yanakiev     | Gabriela Stoeva Stefani Stoeva        | Stilijan Makarski Hristomira Popovska |